# Мантиус, Эдуард
Эдуард Мантиус (нем. Eduard Mantius; 18 января 1806, Шверин — 4 июля 1874, Ильменау) — немецкий оперный певец (тенор) и музыкальный педагог. Был преподавателем вокала
Начал изучать право в Ростокском университете, но после первого курса сделал выбор в пользу занятий музыкой. Учился в Лейпцигской консерватории у Христиана Августа Поленца, одновременно изучая право в Лейпцигском университете. В 1829 г. был единственным профессиональным певцом, принявшим участие в домашнем концерте у Феликса Мендельсона, где состоялось первое исполнение «оперетты» Мендельсона «Возвращение с чужбины» (Мантиус пел партию Германа, которую композитор собирался исполнить сам, но отказался от этой мысли по болезни). В том же году стал членом Берлинской певческой академии. В 1830 году дебютировал на сцене Берлинской королевской оперы в партии Тамино («Волшебная флейта») и оставался в составе труппы до 1857 года. Был первым исполнителем партий Конрада в «Лагере в Силезии» Джакомо Мейербера (1844) и Шперлиха (Слендера) в «Виндзорских проказницах» Отто Николаи (1849), общий репертуар Мантиуса включал 152 роли.
Среди учеников Мантиуса были Теодор Райхман, Бенно Штольценберг, Мария Гаупт, Элеонора де Ана, Фридрих Юлиус Урбан, Аманда Черпа